# Nuoto ai campionati mondiali di nuoto 2017 - Staffetta 4x100 metri misti maschile
La gara di nuoto della staffetta 4x100 metri misti maschile dei campionati mondiali di nuoto 2017 è stata disputata il 30 luglio presso la Duna Aréna di Budapest. Vi hanno preso parte 21 squadre nazionali. La competizione è stata vinta dalla squadra statunitense, mentre l'argento e il bronzo sono andati rispettivamente alla squadra britannica e quella russa.

## Medaglie
| Posizione | Nazione       | Atleti |
| --------- | ------------- | --- |
| Oro       | Stati Uniti   | Matt Grevers Kevin Cordes Caeleb Dressel Nathan Adrian Ryan Murphy* Cody Miller* Tim Phillips* Townley Haas*                     |
| Argento   | Gran Bretagna | Chris Walker-Hebborn Adam Peaty James Guy Duncan Scott Ross Murdoch*                                                             |
| Bronzo    | Russia        | Evgenij Rylov Kirill Prigoda Aleksandr Popkov Vladimir Morozov Grigorij Tarasevič* Anton Čupkov* Daniil Pakhomov* Danila Izotov* |

* Nuotatori che hanno partecipato solamente nelle batterie.

## Programma
| Data           | Ora (UTC+2) | Turno    |
| -------------- | ----------- | -------- |
| 30 luglio 2017 | 10:27       | Batterie |
| 30 luglio 2017 | 19:25       | Finale   |

## Record
Prima della manifestazione il record del mondo e il record dei campionati erano i seguenti.
| Record mondiale       | 3'27"28 | Stati Uniti Aaron Peirsol (52"19) Eric Shanteau (58"57) Michael Phelps (49"72) David Walters (46"80) | 2 agosto 2009 Roma, Italia |
| Record dei campionati | 3'27"28 | Stati Uniti Aaron Peirsol (52"19) Eric Shanteau (58"57) Michael Phelps (49"72) David Walters (46"80) | 2 agosto 2009 Roma, Italia |

Nel corso della competizione non sono stati migliorati.

## Risultati

### Batterie
| Posizione | Batteria | Corsia | Atleti | Nazione       | Tempo   | Note |
| --------- | -------- | ------ | --- | ------------- | ------- | ---- |
| 1         | 3        | 4      | Ryan Murphy (52"69) Cody Miller (58"99) Tim Phillips (50"74) Townley Haas (47"24)                              | Stati Uniti   | 3'29"66 | Q    |
| 2         | 3        | 3      | Ryōsuke Irie (52"86) Yasuhiro Koseki (59"11) Yūki Kobori (51"27) Shinri Shioura (48"39)                        | Giappone      | 3'31"63 | Q    |
| 3         | 2        | 5      | Grigorij Tarasevič (53"71) Anton Čupkov (59"06) Daniil Pakhomov (51"55) Danila Izotov (47"80)                  | Russia        | 3'32"12 | Q    |
| 4         | 2        | 4      | Chris Walker-Hebborn (54"27) Ross Murdoch (59"50) James Guy (51"04) Duncan Scott (47"54)                       | Gran Bretagna | 3'32"35 | Q    |
| 5         | 3        | 6      | Guilherme Guido (54"11) Felipe Lima (59"51) Henrique Martins (51"03) Bruno Fratus (47"73)                      | Brasile       | 3'32"38 | Q    |
| 6         | 3        | 2      | Richárd Bohus (54"01) Dániel Gyurta (1'00"23) Kristóf Milák (51"70) Dominik Kozma (47"41)                      | Ungheria      | 3'33"35 | Q    |
| 7         | 2        | 3      | Li Guangyuan (53"96) Yan Zibei (59"02) Li Zhuhao (51"74) Sun Yang (48"78)                                      | Cina          | 3'33"50 | Q    |
| 8         | 3        | 1      | Mikita Tsmyh (54"50) Il'ja Šymanovič (59"03) Jaŭhen Curkin (51"45) Artsiom Machekin (48"85)                    | Bielorussia   | 3'33"83 | Q    |
| 9         | 3        | 5      | Mitch Larkin (54"23) Matthew Wilson (1'00"21) David Morgan (51"56) Cameron McEvoy (47"91)                      | Australia     | 3'33"91 |      |
| 10        | 1        | 4      | Tomasz Polewka (54"49) Marcin Stolarski (59"78) Konrad Czerniak (51"15) Kacper Majchrzak (48"58)               | Polonia       | 3'34"00 |      |
| 11        | 2        | 2      | Matteo Milli (54"91) Nicolò Martinenghi (59"43) Piero Codia (51"16) Alessandro Miressi (48"61)                 | Italia        | 3'34"11 |      |
| 12        | 2        | 7      | Javier Acevedo (55"15) Richard Funk (59"25) Josiah Binnema (52"60) Yuri Kisil (48"14)                          | Canada        | 3'35"14 |      |
| 13        | 2        | 6      | Marek Ulrich (55"05) Marco Koch (1'00"02) Marius Kusch (52"17) Damian Wierling (48"02)                         | Germania      | 3'35"26 |      |
| 14        | 3        | 7      | Apostolos Christou (54"18) Ioannis Karpouzlis (1'01"57) Andreas Vazaios (52"45) Kristian Gkolomeev (47"73)     | Grecia        | 3'35"93 |      |
| 15        | 3        | 9      | Martin Binedell (56"10) Cameron van der Burgh (59"77) Chad le Clos (50"99) Myles Brown (49"45)                 | Sudafrica     | 3'36"31 |      |
| 16        | 3        | 8      | Shane Ryan (54"40) Nicholas Quinn (1'00"62) Brendan Hyland (52"58) Jordan Sloan (49"01)                        | Irlanda       | 3'36"61 |      |
| 17        | 2        | 1      | Danas Rapšys (54"30) Andrius Šidlauskas (1'00"17) Deividas Margevičius (53"00) Simonas Bilis (49"28)           | Lituania      | 3'36"75 |      |
| 18        | 1        | 5      | Youssef Abdalla (55"37) Marwan El-Kamash (1'02"06) Omar Eissa (54"08) Mohamed Samy (49"34)                     | Egitto        | 3'40"85 |      |
| 19        | 2        | 8      | I Gede Siman Sudartawa (56"63) Indra Gunawan (1'03"33) Glenn Victor Sutanto (53"74) Triady Fauzi Sidiq (50"87) | Indonesia     | 3'44"57 |      |
| 20        | 3        | 0      | Charles Hockin (55"98) Renato Prono (1'03"31) Benjamin Hockin (53"41) Matías López (53"21)                     | Paraguay      | 3'45"91 |      |
| 21        | 2        | 0      | Girts Feldbergs (55"86) Daniils Bobrovs (1'03"73) Nikolajs Maskaļenko (56"00) Uvis Kalniņš (50"67)             | Lettonia      | 3'46"26 |      |
| -         | 1        | 3      | - | Kenya         | -       | DNS  |
| -         | 2        | 9      | - | Israele       | -       | DNS  |

### Finale
| Posizione | Corsia | Atleti                                                                                                 | Nazione       | Tempo   | Note |
| --------- | ------ | --- | ------------- | ------- | ---- |
|           | 4      | Matt Grevers (52"26) Kevin Cordes (58"89) Caeleb Dressel (49"76) Nathan Adrian (47"00)                 | Stati Uniti   | 3'27"91 |      |
|           | 6      | Chris Walker-Hebborn (54"20) Adam Peaty (56"91) James Guy (50"80) Duncan Scott (47"04)                 | Gran Bretagna | 3'28"95 | RN   |
|           | 3      | Evgenij Rylov (52"89) Kirill Prigoda (59"02) Aleksandr Popkov (51"16) Vladimir Morozov (46"69)         | Russia        | 3'29"76 | RN   |
| 4         | 5      | Ryōsuke Irie (52"80) Yasuhiro Koseki (58"54) Yūki Kobori (51"21) Shinri Shioura (47"64)                | Giappone      | 3'30"19 | AS   |
| 5         | 2      | Guilherme Guido (53"53) João Gomes Júnior (58"80) Henrique Martins (51"12) Marcelo Chierighini (48"08) | Brasile       | 3'31"53 |      |
| 6         | 1      | Xu Jiayu (52"89) Yan Zibei (59"02) Li Zhuhao (51"45) Yu Hexin (48"29)                                  | Cina          | 3'31"65 |      |
| 7         | 7      | Richárd Bohus (53"99) Dániel Gyurta (1'00"45) Kristóf Milák (50"97) Dominik Kozma (46"72)              | Ungheria      | 3'32"13 | RN   |
| 8         | 8      | Mikita Tsmyh (54"54) Il'ja Šymanovič (58"94) Jaŭhen Curkin (51"23) Artsiom Machekin (48"92)            | Bielorussia   | 3'33"63 | RN   |